# Underneath the Blanket Go
"Underneath the Blanket Go" is een nummer van de Iersese singer-songwriter Gilbert O'Sullivan. Op 26 februari 1971 werd het uitgebracht als single.

## Achtergrond
"Underneath the Blanket Go" is geschreven door Gilbert O'Sullivan en geproduceerd door Gordon Mills. Het was de opvolger van zijn doorbraaksingle "Nothing Rhymed", dat een nummer 1-hit werd. Volgens O'Sullivan was deze keuze niet moeilijk; Mills vroeg hem naar een opvolger, waarop hij hem over het "rock-'n'-rollliedje" vertelde.
"Underneath the Blanket Go" werd vooral een hit in het Nederlandse taalgebied. Het werd in Nederland uitgeroepen tot de Troetelschijf en werd een nummer 1-hit in de Nederlandse Top 40, terwijl het in de Hilversum 3 Top 30 tot de tweede plaats kwam. In Vlaanderen bereikte het de zesde positie in een voorloper van de Ultratop 50. Ook in het Verenigd Koninkrijk kwam het in de hitlijsten terecht, maar hier bleef het op de veertigste plaats steken.

## Hitnoteringen

### Nederlandse Top 40
| Hitnotering: 17-04-1971 t/m 19-06-1971 | Hitnotering: 17-04-1971 t/m 19-06-1971 | Hitnotering: 17-04-1971 t/m 19-06-1971 | Hitnotering: 17-04-1971 t/m 19-06-1971 | Hitnotering: 17-04-1971 t/m 19-06-1971 | Hitnotering: 17-04-1971 t/m 19-06-1971 | Hitnotering: 17-04-1971 t/m 19-06-1971 | Hitnotering: 17-04-1971 t/m 19-06-1971 | Hitnotering: 17-04-1971 t/m 19-06-1971 | Hitnotering: 17-04-1971 t/m 19-06-1971 | Hitnotering: 17-04-1971 t/m 19-06-1971 | Hitnotering: 17-04-1971 t/m 19-06-1971 |
| Week                                   | 1                                      | 2                                      | 3                                      | 4                                      | 5                                      | 6                                      | 7                                      | 8                                      | 9                                      | 10                                     |                                        |
| -------------------------------------- | -------------------------------------- | -------------------------------------- | -------------------------------------- | -------------------------------------- | -------------------------------------- | -------------------------------------- | -------------------------------------- | -------------------------------------- | -------------------------------------- | -------------------------------------- | -------------------------------------- |
| Nummer                                 | 25                                     | 8                                      | 4                                      | 2                                      | 1                                      | 1                                      | 3                                      | 5                                      | 15                                     | 34                                     | uit                                    |

### Daverende Dertig
| Hitnotering: 17-04-1971 t/m 12-06-1971 | Hitnotering: 17-04-1971 t/m 12-06-1971 | Hitnotering: 17-04-1971 t/m 12-06-1971 | Hitnotering: 17-04-1971 t/m 12-06-1971 | Hitnotering: 17-04-1971 t/m 12-06-1971 | Hitnotering: 17-04-1971 t/m 12-06-1971 | Hitnotering: 17-04-1971 t/m 12-06-1971 | Hitnotering: 17-04-1971 t/m 12-06-1971 | Hitnotering: 17-04-1971 t/m 12-06-1971 | Hitnotering: 17-04-1971 t/m 12-06-1971 | Hitnotering: 17-04-1971 t/m 12-06-1971 |
| Week                                   | 1                                      | 2                                      | 3                                      | 4                                      | 5                                      | 6                                      | 7                                      | 8                                      | 9                                      |                                        |
| -------------------------------------- | -------------------------------------- | -------------------------------------- | -------------------------------------- | -------------------------------------- | -------------------------------------- | -------------------------------------- | -------------------------------------- | -------------------------------------- | -------------------------------------- | -------------------------------------- |
| Nummer                                 | 20                                     | 10                                     | 4                                      | 2                                      | 4                                      | 4                                      | 4                                      | 11                                     | 19                                     | uit                                    |